# Виэйра-Жуньор, Ранолфу
Ранолфу Виэйра-Жуньор (порт. Ranolfo Vieira Júnior; род. 7 апреля 1966, Эстею, Риу-Гранди-ду-Сул) — бразильский государственный и политический деятель. Член Бразильской социал-демократической партии. В 2018 году был избран на выборах вице-губернатором Риу-Гранди-ду-Сул. Во время губернаторства Эдуарду Лейте также был назначен государственным секретарём общественной безопасности. В марте 2022 года после отставки Эдуарду Лейте стал губернатором Риу-Гранди-ду-Сул.

## Биография
Бакалавр права Unisinos, также окончил аспирантуру подготовки офицеров Академии гражданской полиции Риу-Гранди-ду-Сул. В 1998 году поступил на службу в гражданскую полицию в звании офицера в Риу-Гранди. Возглавлял Государственный департамент уголовных расследований в течение 6 лет, был муниципальным секретарём безопасности Каноаса, главой гражданской полиции во время губернаторства Тарсу Женру и баллотировался на должность депутата штата в 2014 году, но безуспешно.
Председательствовал в Национальном совете начальников гражданской полиции и был профессором Лютеранского университета Бразилии в течение 14 лет и Академии гражданской полиции в течение 10 лет.
В июле 2017 года был объявлен предварительным кандидатом на должность губернатора Риу-Гранди-ду-Сул от Бразильской рабочей партии. Однако затем партия создала коалицию с Бразильской социал-демократической партией и он был выдвинут на пост вице-президента, а на должность губернатора — Эдуарду Лейте. Расстроенный гомофобными речами председателя Бразильской рабочей партии Роберту Джефферсона в адрес Эдуарду Лейте, перешёл в Бразильскую социал-демократическую партию.
28 марта 2022 года Эдуарду Лейте объявил о своей отставке с должности губернатора, назначив присягу Ранолфу Виэйра-Жуньора на 31 марта.